# Brigitte Macron
Brigitte Marie-Claude Macron (født Trogneux, tidligere Auzière, født 13. april 1953) er en fransk gymnasielærer der siden 2007 har været gift med Emmanuel Macron, der blev Frankrigs præsident 14. maj 2017. Hun har tidligere arbejdet som litteraturlærer på Lycée Saint-Louis-de-Gonzague-gymnasiet i Paris, men opsagde sin stilling i 2015 for at støtte Emmanuel i hans politiske karriere.